# Коптогай (Байганинский район)
Коптогай (каз. Көптоғай) — село в Байганинском районе Актюбинской области Казахстана. Входит в состав Копинского сельского округа. Код КАТО — 153643300.

## Население
В 1999 году население села составляло 174 человека (89 мужчин и 85 женщин). По данным переписи 2009 года, в селе проживало 109 человек (64 мужчины и 45 женщин).